# Pascal Engel
Pour les articles homonymes, voir Engel.
 (novembre 2020).
Pascal Engel, né le 17 janvier 1954 à Aix-en-Provence, est un philosophe français, dont les écrits portent principalement sur la philosophie du langage, la philosophie de la logique, et la philosophie de la connaissance. Ses travaux s'inscrivent dans la tradition de la philosophie analytique contemporaine, qu'il a cherché à défendre et à promouvoir au sein de la communauté philosophique francophone. Il est directeur d'études à l'École des hautes études en sciences sociales, professeur honoraire à l'Université de Genève, et secrétaire général de l’Institut international de philosophie.

## Biographie
Ancien élève de l'École normale supérieure, agrégé de philosophie, Pascal Engel a fait ses études aux universités de Paris IV et de Paris I. Sous l'influence de Jules Vuillemin, de Jacques Bouveresse, et de Gilles-Gaston Granger, il s'est tourné vers la philosophie analytique, qu'il a également étudiée en Angleterre et aux États-Unis. Il a présidé la Société de philosophie analytique de 1993 à 1997 et est membre fondateur de l’European society for analytic philosophy. Il est membre de l’Institut international de philosophie depuis 2000, et de l’Academia Europaea depuis 2012. Il a enseigné aux universités de Grenoble, de Caen, de Paris-IV Sorbonne et dans de nombreuses universités étrangères. Il a été membre junior de l'Institut universitaire de France. Il a été membre du Groupe de recherches sur la philosophie et le langage à Grenoble, du Centre de Recherche en Épistémologie Appliquée de l'École polytechnique puis de l'Institut Jean Nicod de 2001 à 2006. Il a édité la revue Dialectica de 2005 à 2011. De 2005 à 2012 il a été professeur ordinaire, de philosophie moderne et contemporaine à l'université de Genève où il a fondé le groupe Epistémè. Depuis 2012 il est directeur d'études à l'École des hautes études en sciences sociales, où il fait partie du Centre de recherche sur les arts et le langage.
Il a longtemps été membre du Comité de rédaction de la revue littéraire et philosophique, En attendant Nadeau.
Il tient par ailleurs, sous le pseudonyme d'Ange Scalpel, un blog intitulé : "La France Byzantine", référence à Julien Benda (auteur qui lui est particulièrement cher).

### Vie privée
Il est l'époux de la philosophe Claudine Tiercelin.

## Recherches
Ses premiers travaux ont porté sur la philosophie du langage. Sa thèse de troisième cycle (1981), sous la direction de Jacques Bouveresse, portait sur les théories de la référence de Saul Kripke et Gottlob Frege, et son doctorat d'État (1990), sous la direction de Gilles-Gaston Granger, portait sur la philosophie du langage de Donald Davidson. Il a défendu un naturalisme non réductionniste, une théorie de la connaissance réaliste et un rationalisme fondé sur la distinction entre normes épistémiques et normes éthiques.
En 1989, il a publié un livre sur la philosophie de la logique, La Norme du vrai. Les thèmes principaux de ses recherches dans ce domaine sont ceux de la nature des normes logiques  et de la vérité. Il a publié plusieurs ouvrages sur ces sujets, qui discutent les conceptions déflationnistes du vrai et défendent une forme de réalisme minimal selon lequel le concept de vérité implique l’existence d’un ensemble de standards objectifs. Dans une série d’essais, il a analysé les ramifications du problème de l’inférence logique à partir du paradoxe de Lewis Carroll d’Achille et de la Tortue. Il a également discuté la question de la valeur de la vérité, et s’est opposé aux conceptions relativistes d'auteurs comme Michel Foucault ou encore néo-pragmatistes comme celle de Richard Rorty, avec lequel il a publié en 2005 un dialogue sur la vérité.
Dans les années 1990, ses travaux ont porté sur la philosophie de l'esprit et des sciences cognitives, et la philosophie de la connaissance. Il a en particulier discuté la question de normativité du mental et le problème du psychologisme dont il s’est efforcé de proposer une version échappant aux apories de cette conception. Ses travaux depuis 2000 ont surtout porté sur les relations entre épistémologie et éthique. Son livre Va savoir (2007) est une défense du réalisme en épistémologie. Dans un ensemble d’articles et de livres il a analysé la notion de croyance, et la distinction entre celle-ci et l’acceptation, le problème du volontarisme doxastique et le problème de l’éthique de la croyance. Il a défendu une conception normativiste de la croyance et fondé sur celle-ci une éthique intellectuelle. Dans un livre sur la figure de Julien Benda (2012) et dans un Manuel rationaliste de survie (2020) il a défendu un rationalisme intransigeant, et proposé un réexamen de la notion de raison.
La plupart des écrits de Pascal Engel tournent autour d’un triangle de notions : croyance, vérité et connaissance, dont il a cherché à analyser les relations, et qu’il a appliquées dans des domaines tels que la psychologie, l’épistémologie normative, l’épistémologie sociale, la philosophie de la littérature, l’analyse des vices intellectuels, le mensonge et la production de foutaise (bullshit).
Parallèlement, Pascal Engel a fait, depuis les années 1980, un travail d'introduction et de défense de la philosophie  analytique en France et en Europe, à travers des traductions et ouvrages d'introduction, mais aussi en défendant l'idée que cette forme de philosophie obéit mieux que d'autres à des critères de professionnalisme et à des normes cognitives qui devraient s'appliquer à toute entreprise théorique. Cette défense l'a souvent amené à manifester son opposition, quelquefois sous forme polémique, aux courants les plus irrationnalistes de la philosophie « continentale », et à marquer sa distance par rapport à des philosophies « post-analytiques » inspirées par certaines lectures de Wittgenstein et par des formes affadies de pragmatisme[réf. nécessaire]. Son ouvrage le plus récent (2024) est une critique soutenue de Michel Foucault sur le sujet de la théorie de la norme.

## Publications

### Ouvrages
- Foucault et les normes du savoir, Éliott Éditions, 2024.  (ISBN 978-2493117519)

- Manuel rationaliste de survie, Éditions Agone, 2020.  (ISBN 978-2-7489-0440-6)
- Les Vices du savoir. Essai d'éthique intellectuelle, Éditions Agone, 2019  (ISBN 978-2748903973)
- Volontà, credenza e Verità, Milano, Jouvence, 2014 (ISBN 9788878014343)
- Les lois de l'esprit : Julien Benda ou la raison, Paris, Ithaque, 2012, 353 p. (ISBN 978-2-916120-31-7)
- Épistémologie pour une marquise, entretiens sur la philosophie et l’histoire naturelles qui ont paru les plus propres à rendre les jeunes gens curieux et à leur former l’esprit, Paris, Ithaque, 2011,  (ISBN 978-2-916120-24-9) « Extrait »
- Va savoir ! : De la connaissance en général, Paris, Hermann, 2007 (1re éd. 2006), 256 p. (ISBN 978-2705666095)[21].
- (avec Richard Rorty) À quoi bon la vérité, Paris, Grasset, 2005, (tr. anglaise, italienne, espagnole, portugaise).
- Truth, Bucks, Acumen, 2002, 2nd ed. Routledge  — Compte rendu par R. Rorty[22].
- (avec Jérôme Dokic) Ramsey. Vérité et succès, Paris, PUF, 2001 (tr. anglaise Ramsey, Truth and success, Routledge, London, 2002).
- La Vérité : Réflexions sur quelques truismes, Paris, Hatier, 1998, (tr. italienne, grecque).
- La Dispute : Une introduction à la philosophie analytique, Paris, Minuit 1997.
- Philosophie et psychologie. Paris, Gallimard, 1996. (Folio), tr. italienne Einaudi 1998.  — Compte-rendu en ligne
- États d'esprit, questions de philosophie de l'esprit, Aix-en-Provence, Alinéa, 1992, 2e édition révisée Introduction à la philosophie de l'esprit, Paris, La Découverte, 1994, tr. portugaise.
- Davidson et la philosophie du langage, Paris, PUF, 1994
- La Norme du vrai, philosophie de la logique, Paris, Gallimard, 1989, tr. anglaise revised The Norm of Truth, Prentice Hall, 1991.
- Identité et référence, la théorie des noms propres chez Frege et Kripke, Paris, Presses de l’École normale supérieure, 1985.  (ISBN 2-7288-0115-0)

### Édition d'ouvrages collectifs
- New Inquiries into Meaning and Truth (with N. Cooper), Hemel Hempstead, Harvester Wheatsheaf, 1991
- Lire Davidson, Editions de l'Eclat, Combas, 1994
- “Philosophie analytique ”, Cahiers de philosophie de l’université de Caen, 31-32, 1999
- Believing and Accepting, dir. Dordrecht Kluwer, 2000
- (avec Julien Dutant) Philosophie de la connaissance : Croyance, connaissance, justification, dir, Paris, Vrin, 2005
- Précis de philosophie analytique, dir, Paris, PUF, Thémis Philosophie, 2000
- Littérature et connaissance, dir. Philosophiques, vol. 40 no 1 — printemps 2013
- Politique, vérité et démocratie, dir. Diogène, 261-62, 2019

### Articles
- Liste complète par thème des publications de Pascal Engel sur son site personnel
  - https://sites.google.com/site/pascalengelehessfr/cv/publications
  - https://sites.google.com/site/pascalengelehessfr/ecrits-par-themes
- Publications sur le site de l’archive ouverte de l’Université de Genève: https://archive-ouverte.unige.ch/documents/facets
- Publications 1978-2017 (Philosophia scientiae)
  - https://journals.openedition.org/philosophiascientiae/1295

Quelques articles  en ligne
- Comment fixer la croyance. In: Critique. Paris : Ed. de Minuit, 1983. p. 384-408. (Critique; 432)
- « Believing, Acceping, and holding true », Philosophical Explorations 1998
- « Analytic philosophy and cognitive norms », The Monist. 1999, vol. 82, no. 2, p. 218-234
- La volonté de croire et les imperatifs de la raison: sur l'éthique de la croyance. In: Revista da Faculdade de Letras. Série filosofia, 2001, vol. 18, n° Série 2, p. 165-176
- « Jules Vuillemin, les systèmes philosophiques et la vérité », in Pierre Pellegrin et Rosdi Rashed. Philosophie des mathématiques et théorie de la connaissance: l'oeuvre de Jules Vuillemin. Paris - 26-29 juin 2002 - Paris: A. Blanchard. 2005, p. 29-43
- Dummett, Achilles and the tortoise. The philosophy of Michael Dummett, Library of Living philosophers, Open court, La salle, Illinois, 2005
- Truth and the aim of belief. In: Donald Gillies (Ed.). Laws and Models in science. London. London : King's College Publ, 2005. p. 77-97
- The Trouble with W*ttg*nst**n. In: Rivista di Estetica, 2007, vol. 47 pt. 1, n° 34, p. 11-26
- “In what sense is knowledge the norm of assertion?” Grazer philosophische Studien, 2008
- La pensée de la satire, in S. Duval and J.P. Saidah. Mauvais genre, la satire littéraire moderne. Bordeaux: Presses universitaires de Bordeaux, 2008
- « Logic, reasoning, and the logical Constants », Croatian Journal of Philosophy. 2006, vol. 6, no. 17, p. 219-235
- Speaking up for the clerks. In: Randall E. Auxier and Lewis Edwin Hahn (Ed.). The Philosophy of Richard Rorty. Chicago : Open Court, 2009. (Library of Living Philosophers; 32)
- "In defense of Normativism about the Aim of belief", in T. Chan, ed. The aim of belief , Oxford: Oxford University Press , 2013, pp. 32-63
- « Philosophie analytique », L'encyclopédie philosophique, juin 2019

### Sur les travaux de Pascal Engel
- Liber Amicorum Pascal Engel , Genève 2014, dir. J.Dutant, D.Fassio, A.Meylan
- N’allez pas croire, Philosophia Scientiae, 2017, dir. G.Heinzmann, J. Morizot
- Truth and Epistemic Norms, Synthese, 2017, dir. J.Dutant, D. Fassio, A. Meylan
- La philosophie de Pascal Engel, Klèsis, 42, 2020 dir. Jacques Vollet

### Traductions
- (avec Mathieu Marion) Frank Ramsey, Logique, philosophie et probabilités, dir, Vrin, 2003
- Daniel Dennett, Darwin est-il dangereux ? L'évolution et les sens de la vie, Paris, Odile Jacob, 2000
- Michael Walzer, Sphères de justice, Paris, Seuil, 1997
- Daniel Dennett, La Conscience expliquée, Paris, Odile Jacob, 1993
- Donald Davidson, Enquêtes sur la vérité et l'interprétation, Nîmes, Jacqueline Chambon, 1993.
- Donald Davidson, Actions et les événements, Paris, PUF, 1993
- John von Neumann, L'Ordinateur et le cerveau, Paris, La Découverte, 1992, reimpr. Flammarion, 1996
- Donald Davidson, Paradoxes de l'irrationalité, Combas, Ed. de L'Eclat, 1991
- Daniel Dennett, La Stratégie de l'interprète, Paris, Gallimard, 1990
- (avec Claudine Tiercelin) Thomas Nagel, Questions mortelles, Paris, PUF, 1983

## Débats
- Sur les normes cognitives et la philosophie analytique
  - Un article sur la différence entre philosophie analytique et continentale
  - « La carte du tendre », sur Sartre Le Monde, janvier 2001
  - Défense et illustration de la philosophie analytique sur la base de l'idée de "normes cognitives"
  - Réponse de P. Engel et K. Mulligan aux critiques de C.Chauviré et S. Laugier
- Article en faveur de l'introduction de canons d'argumentation en classe de terminale
- "Le droit de ne pas croire" (article en libre accès)

- « Trump ou la pathologie du pragmatisme », Le Monde, 17 /11/2016
- Interview dans 3 AM “Truth, success and Frank Ramsey” (2014)
- « L’indifférence envers la vérité est la mère de tous les vices intellectuels », Le Monde, 2019
- « Le réalisme kitsch », Cahier Zilsel, mai 2015